# Peter Walker (officier)
Pour les articles homonymes, voir Peter Walker et Walker.
Peter Walker, né le 29 septembre 1949 et mort le 6 septembre 2015, est un officier de la Royal Air Force avant de devenir lieutenant-gouverneur de Guernesey.

## Biographie
Peter Walker fut étudiant à l'université de Durham. Il rejoint l'armée de l'air britannique en 1975 et devint pilote de chasse et officier à la Royal Air Force.
En 2005, il est commandant du centre de combats interarmées en Norvège. Il part en retraite de l'armée en 2007.
Le 15 avril 2011, Peter Walker assume la charge de le lieutenant-gouverneur de Guernesey, une des îles Anglo-Normandes et dépendance de la Couronne britannique en remplacement de son prédécesseur Fabian Malbon.
Il mourut en mandat en 2015.